# Cottonwood (South Dakota)
Cottonwood is een plaats (town) in de Amerikaanse staat South Dakota, en valt bestuurlijk gezien onder Jackson County.

## Demografie
Bij de volkstelling in 2000 werd het aantal inwoners vastgesteld op 6.
In 2006 is het aantal inwoners door het United States Census Bureau geschat op eveneens 6.

## Geografie
Volgens het United States Census Bureau beslaat de plaats een oppervlakte van
2,4 km², geheel bestaande uit land.

## Plaatsen in de nabije omgeving
De onderstaande figuur toont nabijgelegen plaatsen in een straal van 36 km rond Cottonwood.